# Уї-те-Рангіора
Уї-те-Рангіора, або Хуай Те Рангіора — напівлегендарний полінезійський мореплавець VII століття. Походив з острова Раротонга. Згідно з легендами, Уї-те-Рангіора разом з племінниками відплив на південь з флотом човнів вака. Він переплив Південний океан поки не зіткнувся з численними крижинами та айсбергами. Він описав цю ділянку південного океану як Тай-ука-а-піа («море, що піниться, як маранта») через те, що льоди схожі на порошок маранти (має на увазі Tacca leontopetaloides). Рушивши далі вони досягли «скель, що виростають з моря, у просторі за межами Рапа-Іті». Вважається, що Уї-те-Рангіора досяг льодового шельфу Росса, хоча і не висаджувався на ньому.